# دانيال إتش ويلسون
دانيال إتش ويلسون (بالإنجليزية: Daniel H. Wilson)‏ هو مهندس وصحفي وكاتب أمريكي، ولد في 6 مارس 1978 في تلسا في الولايات المتحدة.

## وصلات خارجية
- الموقع الرسمي
- دانيال إتش ويلسون على موقع IMDb (الإنجليزية)
- دانيال إتش ويلسون على موقع ميوزك برينز (الإنجليزية)
- دانيال إتش ويلسون على موقع قاعدة بيانات الفيلم (الإنجليزية)